# 爬行短吻獅子魚
爬行短吻獅子鱼，为輻鰭魚綱鮋形目杜父魚亞目狮子鱼科的其中一種。分布於北太平洋的俄羅斯遠東地區海域，體長可達16公分，屬深海魚類，棲息在水深1225至2300公尺的水域，生活習性不明，可做為食用魚。